# Plockväv

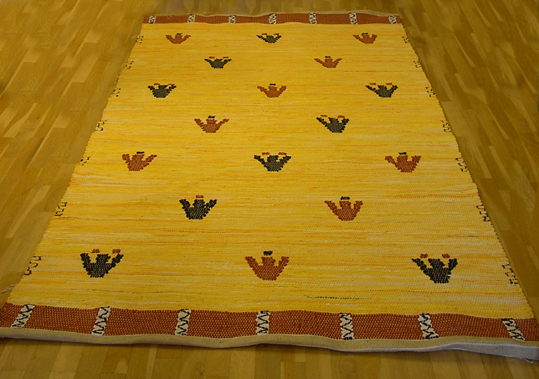
Inplockat mönster

Plockväv är samlingsnamnet för de vävtekniker där mönsterinslagen plockas in i skälet, möjligen med viss assistans av trampning, men där trampningen inte ger det fullständiga skäl som mönstret fordrar, eller att mönstret bara skall omfatta ett särskilt parti i skälet.
Begreppet används därtill dialektalt som beskrivning av till exempel krabbasnår eller slarvtjäll.